# Distretto di Mueang Lopburi
Il distretto di Mueang Lopburi (in thailandese: เมืองลพบุรี) è un distretto (amphoe) della Thailandia, situato nella provincia di Lopburi.